# فتيات (مسلسل)
فتيات (بالإنجليزية: Girls)‏ هو مسلسل أمريكي بدأ عرضه في 15 أبريل، 2014 على HBO. المسلسل من ابتكار وبطولة لينا دونهام. المسلسل هو كوميديا دراما يبتع مجموعة من الفتيات في العشرينات من عمرهن يعيشن في مدينة نيويورك. مقدمة المسلسل وجزء كبير من جوانبه مستوحى من تجربة لينا دونهام في الحياة الواقعية. إشتركت لينا دونهام بالبطولة مع كل من جيميما كيركي وزوسيا ماميه وأليسون ويليامز. الموسم الرابع بدأ عرضه على 11 يناير 2015، ومكون من 10 حلقات. في 6 يناير 2015، قامت HBO بتجديد المسلسل إلى موسم خامس.

## وصلات خارجية
- فتيات على موقع IMDb (الإنجليزية)
- فتيات على موقع ميتاكريتيك (الإنجليزية)
- فتيات على موقع الموسوعة البريطانية (الإنجليزية)
- فتيات على موقع روتن توميتوز (الإنجليزية)
- فتيات على موقع كينوبويسك (الروسية)
- فتيات على موقع ألو سيني (الفرنسية)
- فتيات على موقع قاعدة بيانات الفيلم (الإنجليزية)

- الموقع الإلكتروني